# Sakramentshaus in der Kirche St. Georg (Dinkelsbühl)

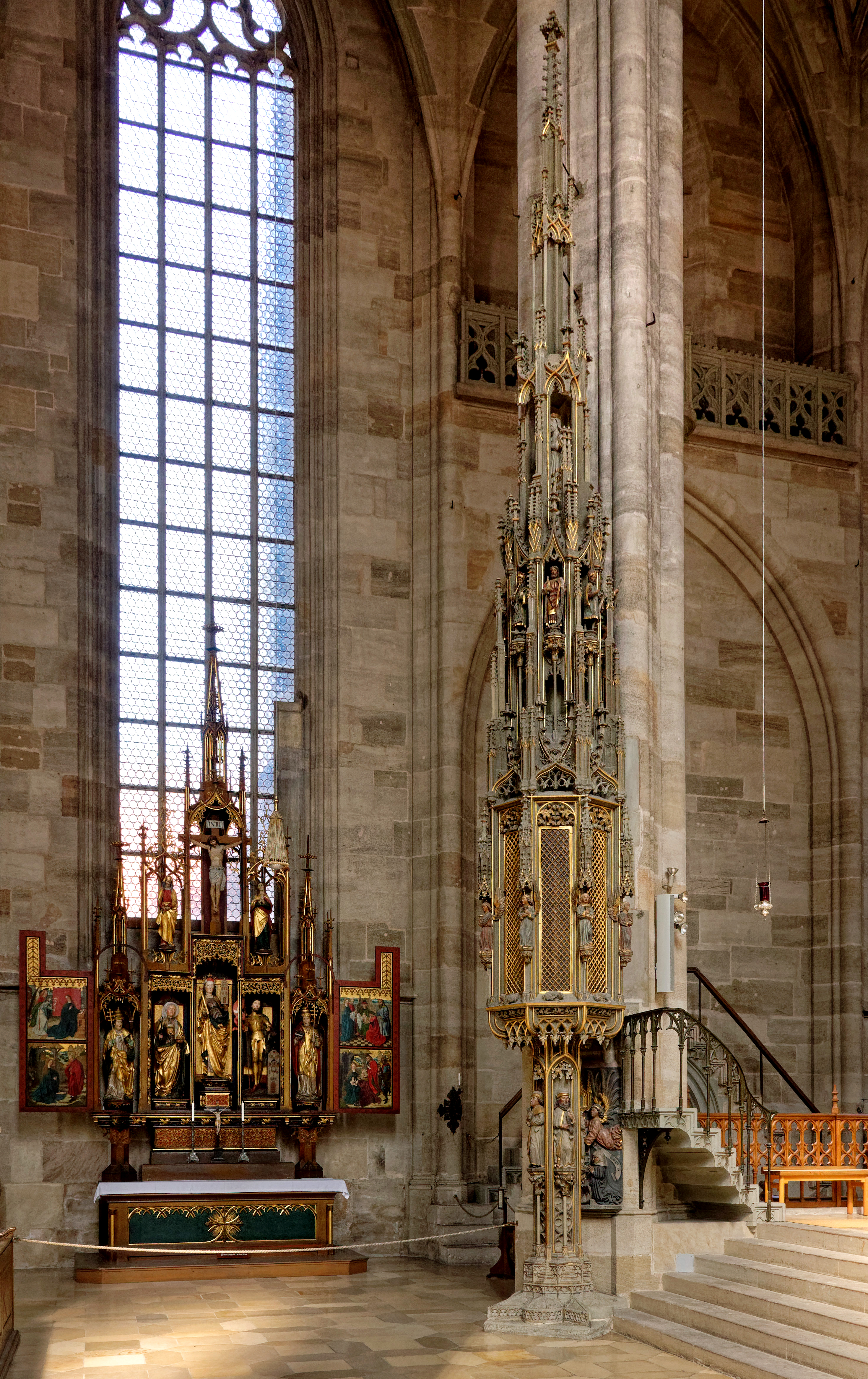
Das Sakramentshaus in der Kirche St. Georg. Links der Kreuzaltar.

Das Sakramentshaus befindet sich in der Kirche St. Georg in Dinkelsbühl, einer Stadt im mittelfränkischen Landkreis Ansbach in Bayern. Das Sakramentshaus wird, wie auch der Taufstein und die Kanzel, der Dinkelsbühler Bauhütte zugeordnet.

## Beschreibung
Die spätgotische Steinmetzarbeit in Form einer Monstranz befindet sich am nördlichen Chorbeginn. Der Ständer besteht aus vier Statuetten mit der Darstellung von drei Propheten und Moses. Kelchtragende Engel, kleine Hunde und Löwen, die auf der Sohlbank sitzen, umrahmen das achtseitige Gehäuse. Der Maßwerkhelm und seine vier eingestellten Propheten- und Heiligenfiguren sind spätgotisch. Die ursprünglich hölzerne Spitze wurde 1890 durch eine steinerne mit eingefügtem Schmerzensmann ersetzt. Die Treppe (bez. 1856) ist ebenfalls neugotisch.

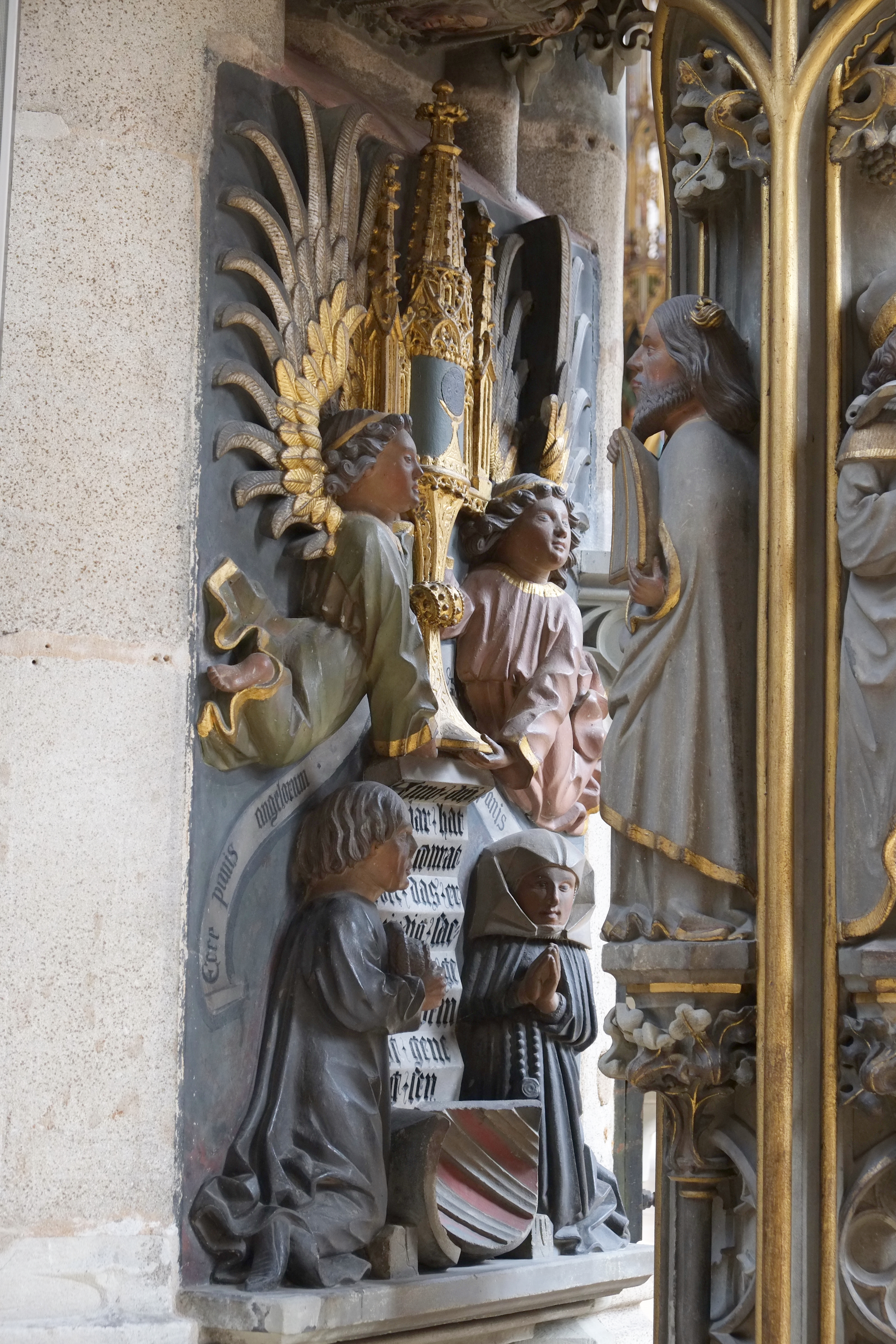
Stifterfiguren mit Inschriftentafel

## Stifter
Hinter dem Ständer des Sakramentshauses befindet sich am Pfeiler die Stiftertafel von 1480. Zwei Engel mit Monstranz und das kniende Stifterpaar, der Ratsbürger Konrad Kurr und seine Frau, sind hier dargestellt.

## Literatur

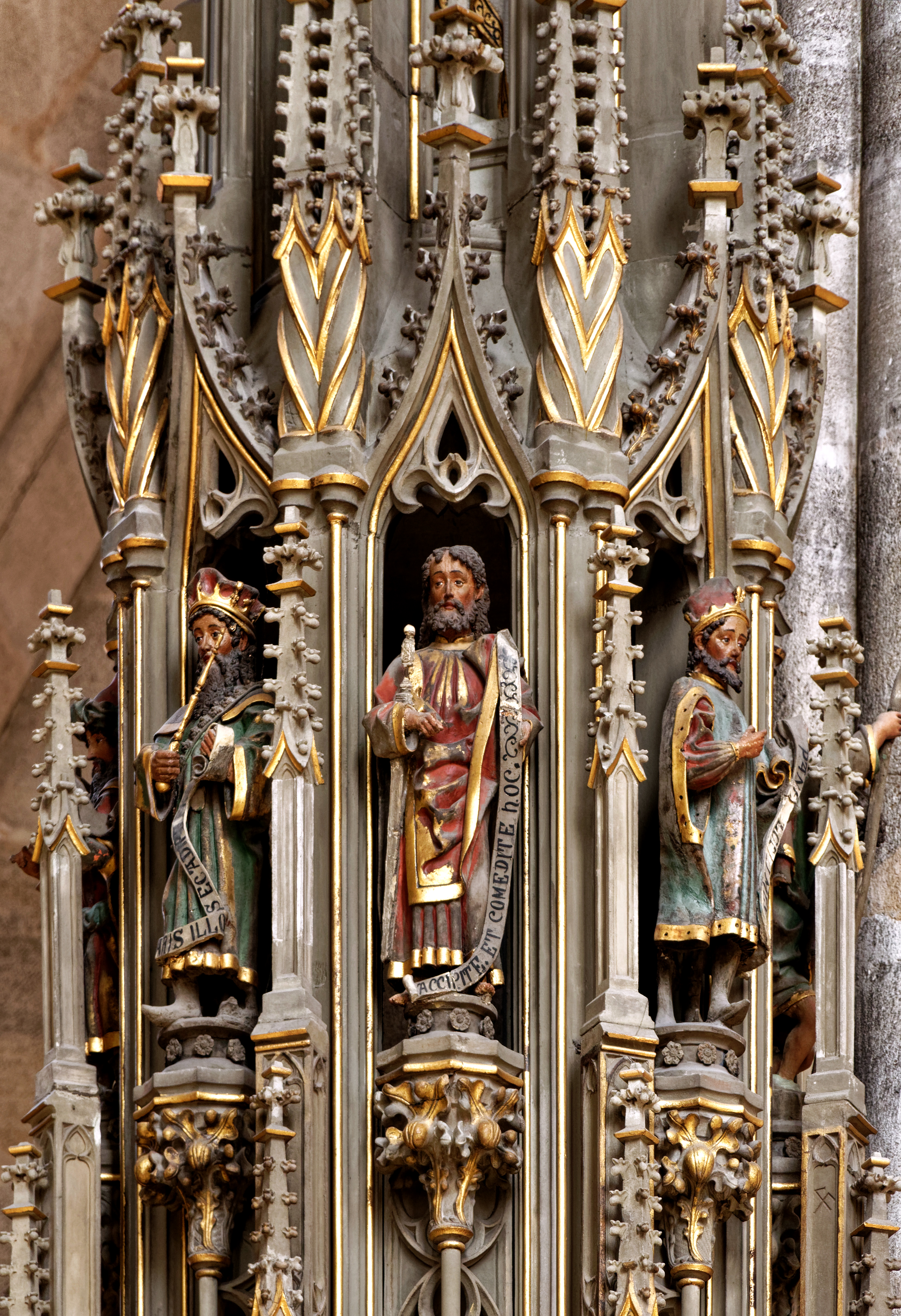
Die Propheten- und Heiligenfiguren im Maßwerkhelm.